# Кош (пасторат)
Пасторат Кош (нем. Pastorat Kosch), также пастора́т Ко́зе (эст. Kose pastoraat) и церко́вная мы́за Ко́зе (эст. Kose kirikumõis) — церковная мыза (пасторат) в уезде Харьюмаа, Эстония. Находится на территории посёлка Козе. Согласно историческому административному делению относилась к приходу Козе. В годы Российской империи находилась на территории Эстляндской губернии и относилась к приходу Кош.

## История
Церковная мыза Кош была основана в 1720-х годах, в период жизни приходского учителя Германа Йохана Хейцига (Hermann Johann Heitzig, 1710—1740).

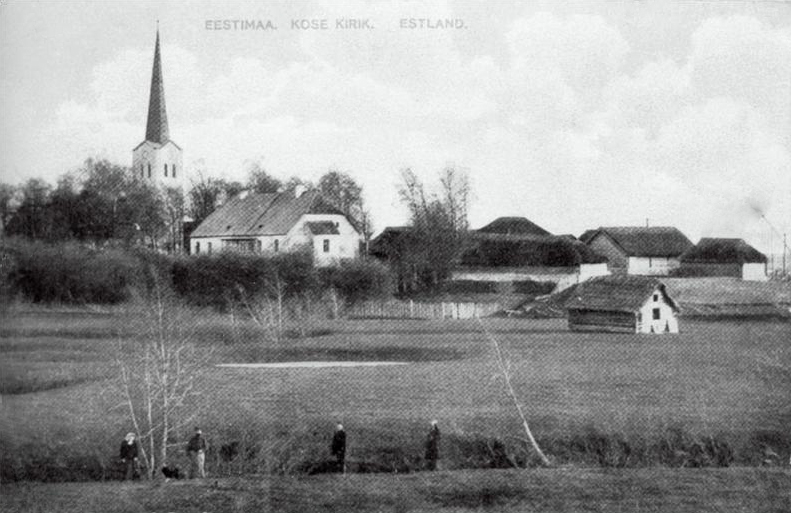
Церковь Козе и пасторат Кош (Козе) в 1908 году

Главное здание пастората относится к первой половине XIX столетия.
Известно, что в 1929—1945 годах, в период работы церковного учителя Ричарда Йыгиса (Richard Jõgis), в его распоряжении находилось 9 комнат пастората, не считая необходимых вспомогательных помещений. Пасторат был окружён клумбами, за ним был фруктовый сад. Многолюдные собрания прихожан проводились в доме конфирмации, т. к. местные жители не обладали необходимыми манерами, чтобы их можно было пригласить в церковную усадьбу.
В 1940 году земли и здания прихода были национализированы и переданы в пользование эстонским частям Красной Армии. Ричарду Йыгису пришлось переехать в кистерский дом. В годы немецкой оккупации земли и имущество были возвращены приходу. В 1942 году в пасторат было впервые проведено электричество.
В 1944 году Красная армия снова вошла в Козе, была восстановлена советская власть, земли и имущество пастората национализированы. 1 мая 1945 года учителя Ричарда Йыгиса вызвали в Козеское отделение НКВД, и обратно он уже не вернулся — его депортировали в Челябинскую область. 9 лет спустя от вернулся в Эстонию и стал учителем в приходе Ярва-Пеэтри.
В ходе нескольких перестроек пасторат был превращён в дом культуры. К началу 1990-х годов в нём уже не велось никакой деятельности. Крыша протекала, полы, окна и двери были в руинах. В первые годы после восстановления независимости Эстонской Республики пасторат был возвращён церковному приходу, и во времена работы учителя Рандара Тасмута был восстановлен с помощью финских церковных общин. Работами руководили два человека: Эндель Вяли (Endel Väli), коренной житель Козе и член прихода, и Теуво Нокелайнен (Teuvo Nokelainen) из Эспоо.
В 1997 году, в День благодарения, здание пастората освятил архиепископ Яан Кийвит. В это же время в приходе Козе произошла смена учителя; новый учитель Маре Палги (Mare Palgi) переехала в недавно отремонтированный дом.

## Главное здание

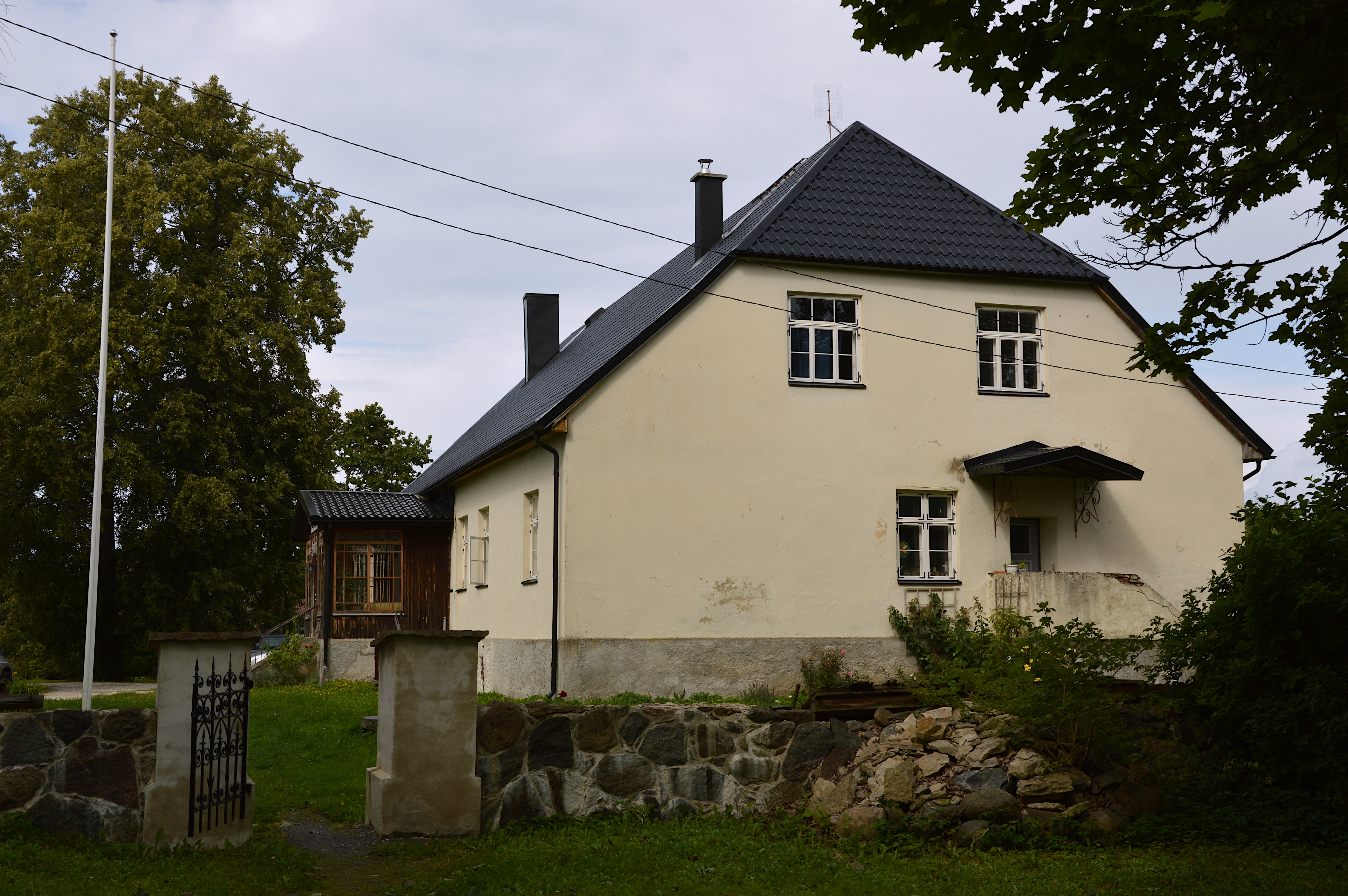
Здание пастората сбоку, август 2021 года

Главное здание пастората внесено в Государственный регистр памятников культуры Эстонии; при инспектировании 3 марта 2021 года его состояние оценено как хорошее.
Пасторат представляет собой большое каменное здание с массивными пропорциями, на высоком цоколе, с подвальным и мансардным этажами. Крыша здания жестяная. Деревянные оконные рамы изначально были выкрашены в коричневый цвет. В здание ведёт широкая каменная лестница. Перед входом веранда с высокими стеклянными окнами и двускатной крышей, её окна оформлены сеткой из квадратов и ромбов. В задней части здания сохранился высокий помост со спускающейся вниз лестницей. Две каменные лестницы ведут в сводчатый подвал, стены которого известковой краской. В подвале есть два помещения, которые используются для проведения различных мероприятий, котельная и помещение для хранения масла. На первом этаже расположены четыре коридора, большой и малый зал для совместных мероприятий, четырёхкомнатная служебная квартира приходского учителя, две кухни, два туалета, одна ванная.  Деревянная лестница ведёт с первого этажа на второй. На втором этаже — коридор, пять комнат, туалет и душевая. Комнаты на верхнем этаже оклеены обоями. На нижнем этаже каменные стены окрашены в белый цвет. В здании сохранилась одна историческая дверь на первом этаже. Имелась баня с отдельным входом, парилкой, раздевалкой, туалетом и прачечной.
С 1951 года в пасторате было проведено несколько реконструкций. Перегородку между залом и столовой убрали, а в бывшей учительской устроили сцену и приподняли потолок. Были сделаны новые, более широкие двери, построены новые печи и обновлена крыша дома. В 1954 году зал был расширен за счет двух задних помещений. Закрытый балкон со стороны сада был превращен в открытый, а открытый балкон на переднем фасаде, наоборот, в закрытый. Лестницу, которая вела в помещение приходской канцелярии с южной стороны здания, снесли, и вместо пристройки в северной стороне здания устроили аппаратную кинозала. Таким образом, в пасторате был создан дом культуры. Баня пастората перешла во владение к бывшему арендатору церковных земель. Хозяйственные постройки пастората (овин, коровник, свинарник, конюшня, каретный сарай, амбар) в 1949 году были переданы колхозу «Козе Эду» (эст. Kolhoos «Kose Edu»). В 1980-е годы о благоустройстве дома культуры уже никто не заботился, и он пришёл в упадок вместе с развалом советской власти.